# 山東芸術学院
山東芸術学院は、中華人民共和国山東省済南市にある公立芸術大学、1958年に創立、中国の主要な芸大の１つ。音楽、美術、演劇などの専攻を設置し、大学院を持つ。多くの芸術家を輩出している。

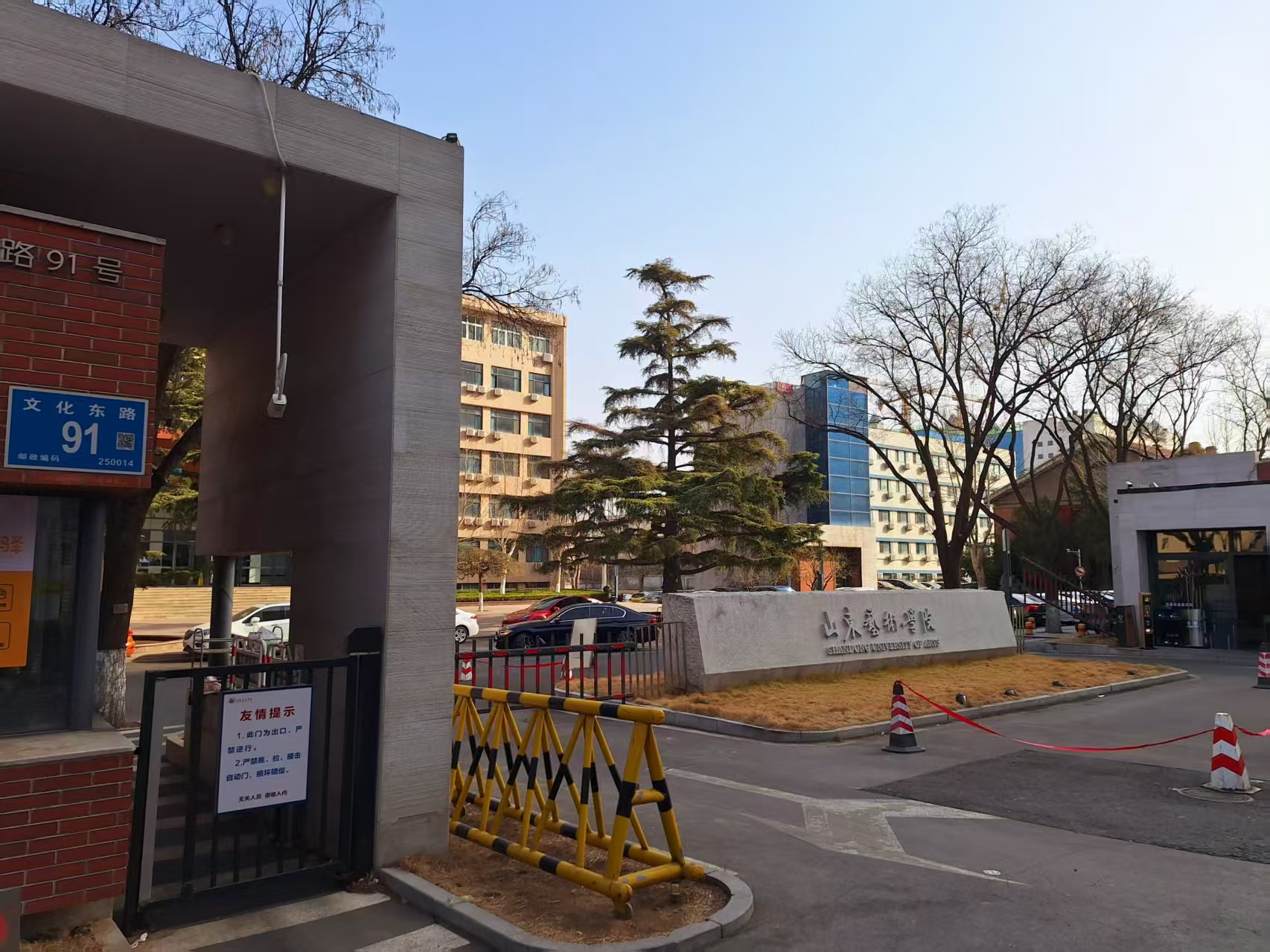
文化東路キャンパス